# Owen Jones
Owen Jones (Sheffield, 8 augustus 1984) is een Brits journalist, schrijver, columnist, politiek commentator en links politiek activist. Jones schrijft tegenwoordig onder andere columns voor de krant The Guardian en het tijdschrift New Statesman (vroeger ook voor The Independent).

## Biografie

### Jeugd
Jones is geboren in Sheffield als zoon van een vakbondsvertegenwoordiger en een docente IT, en groeit op in Stockport bij Manchester en ook kortstondig in Falkirk in Schotland. Hij omschrijft zichzelf als een vierde-generatie socialist, zo was zijn grootvader bijvoorbeeld ook lid van de communistische partij. Jones behaalde aan de Universiteit van Oxford een bachelordiploma geschiedenis en een master in de Geschiedenis van de Verenigde Staten. Na zijn studies werkte hij als vakbondslobbyist en daarna als assistent-onderzoeker voor de Labour partij.

### Politiek commentator
Jones begon te schrijven voor de krant The Independent, waar hij het politieke nieuws becommentarieerde vanuit een links perspectief. 
In 2011 publiceerde hij het boek Chavs: the Demonization of the Working Class. In dit boek stelt hij aan de kaak hoe de werkende klasse tot een negatief stereotype is gereduceerd door de media en de politieke elite, als onderdeel van de mythe van het individuele succes. Chavs' is een neerbuigende term dat personen uit de lagere klasse van de samenleving wegzet als dom, gewelddadig en crimineel. Het gebruik van deze term in de media en door de politieke elite staat symbool voor hoe zij de arbeidersklasse benaderen, een benadering die steeds wijder verbreid is in de samenleving, en stelt hen in staat om sociale en economische vraagstukken uit de weg te gaan, in plaats van die serieus te nemen en op te lossen. Chavs wordt door Dwight Garner, recensent van The New York Times, opgenomen in zijn lijst van 10 beste boeken van 2011, en in datzelfde jaar wordt hij opgenomen in verschillende lijsten van meest invloedrijke personen.
In 2014 gaf Jones in een interview met de Spaanse nieuwswebsite Eldiario.es aan dat wereldwijd de inkomensongelijkheid sinds het publiceren van Chavs alleen maar groter zijn geworden in zijn ogen, door het toedoen van de economische en financiële oligarchie. Als linkse partijen een belastingverhoging voor de rijken vragen, zo zei hij, wordt dat door de media afgedaan als jaloezie en wordt het bestaan van de arbeidersklasse ontkend. 
In maart 2014 stapte hij over naar The Guardian, en in september van dat jaar publiceerde hij zijn tweede boek: The Establishment: And How They Get Away With It, wat niet hetzelfde succes heeft als zijn eerste boek. Waar Chavs gaat over zij die niets hebben, gaat The Establishment over hen die veel hebben, oftewel de bovenklasse van de bevolking. In het boek legt hij uit hoe deze sociale laag de Britse samenleving heeft weten te reorganiseren om het eigen belang te dienen.
In 2015 sprak hij zich tijdens een summer school van de nationalistische Ierse partij Sinn Féin uit voor een Ierse hereniging. Over de Europese Unie evolueerde zijn standpunt: aanvankelijk was hij voor een brexit , maar in de aanloop naar het referendum in het Verenigd Koninkrijk over het lidmaatschap van de Europese Unie wilde hij het VK in de EU houden op voorwaarde dat er met andere groepen zou worden gewerkt aan de democratisering van het project.
Jones verschijnt regelmatig op televisie, onder anderen in Question Time van de BBC, Channel 4 News van Sky News en Daybreak van Independent Television. Hij is een belangrijke persoonlijkheid aan de linkerkant van het Britse politieke spectrum als uitgesproken feminist en republikein. Binnen de klassenstrijd heeft Jones zich hard gemaakt voor verschillende kwetsbare groepen, zoals personen met een handicap.

### Privéleven
Owen Jones is openlijk homoseksueel en woont in Londen. 